# سن-تارسیسیوس، کبک
سَن-تارسیسیوس (به فرانسوی: Saint-Tharcisius) قصبه‌ای در منطقه شهری لا ماتاپدیا ناحیه با-سن-لوران در استان کبک کانادا است. در سرشماری سال ۲۰۱۱ این قصبه ۵۰۴ نفر جمعیت داشته‌است و مساحت آن ۷۹٫۶۱ کیلومتر مربع است.